# Orfelia
Orfelia is een muggengeslacht uit de familie van de paddenstoelmuggen (Mycetophilidae).

## Soorten
- O. alexanderi (Shaw, 1941)
- O. angustata (Van Duzee, 1928)
- O. apicalis (Shaw, 1935)
- O. discoloria (Meigen, 1818)
- O. divaricata (Loew, 1869)
- O. elegans (Coquillett, 1895)
- O. elegantula (Williston, 1900)
- O. equalis (Van Duzee, 1928)
- O. fascipennis (Say, 1824)
- O. fultoni (Fisher, 1940)
- O. genualis (Johannsen, 1910)
- O. inops (Coquillett, 1901)
- O. intermedia (Sherman, 1921)
- O. lurida (Coquillett, 1895)
- O. melasoma (Loew, 1869)
- O. mendica (Loew, 1869)
- O. mendosa (Loew, 1869)
- O. mimula (Johannsen, 1910)
- O. miriamae (Shaw, 1941)
- O. mitchellensis (Shaw, 1941)
- O. moerens (Johannsen, 1910)
- O. moesta (Johannsen, 1910)

- O. nigribarba (Van Duzee, 1928)
- O. nigrita (Johannsen, 1910)
- O. notabilis (Williston, 1893)
- O. palmi (Shaw, 1951)
- O. pellita (Fisher, 1937)
- O. pullata (Coquillett, 1904)
- O. ramizi Khalaf, 1971
- O. scapularis (Johannsen, 1910)
- O. semirufa (Meigen, 1818)
- O. setiger (Johannsen, 1910)
- O. subterminalis (Say, 1829)
- O. williami (Shaw, 1953)